# 40

## Події
- Почалося повстання сестер Чинг.
- Скінчився германський похід Калігули.

## Народились
- 13 липня — Агрікола Гней Юлій, римський воєначальник і політик.
- Діоскорид
- Луцій Ліциній Сура
- Луцій Флавій Сільва Ноній Басс
- Публій Папіній Стацій
- Діон Хрисостом

## Померли
- Гней Доміцій Агенобарб (консул 32 року)
- Панкратій Тавроменійський
- Птолемей (цар Мавретанії)